# Svanevit
Svanevit (Cigno Bianco), è una musica di scena composta da Jean Sibelius per l'omonimo poema di August Strindberg, che comprende una chiamata dei corni e 13 canzoni. Completata nel 1908, ebbe la sua prima esibizione pubblica al Teatro svedese di Helsinki l'8 aprile 1908, sotto la direzione del compositore.
Nel 1909 Sibelius ricavò una suite orchestrale Op. 54, composta da sette brani.

## Storia
Svanevit è in qualche modo una continuazione delle musiche di scena di Pelléas et Mélisande dal 1905. La famosa attrice svedese Harriet Bosse aveva interpretato il ruolo di Mélisande al Teatro svedese di Helsinki nel 1906 ed era felice della musica di Sibelius. Suggerì ad August Strindberg che Sibelius scrivesse la musica per il suo Svanevit, un suggerimento che l'autore accettò. Sibelius era completamente infatuato di Strindberg, ma le ultime opere dello scrittore furono meno in sintonia con le idee di Sibelius.
Nel 1908 Sibelius ricavò una suite orchestrale dalle musiche di scena. Condensò e combinò i pezzi per formare una suite in sette parti, sebbene la suite comprendesse la maggior parte delle musiche di scena. Sibelius ideò un'orchestra leggermente più grande per la suite: ora poteva usare un quartetto di corni, un'arpa e le nacchere.
Sibelius, in tutto o in parte, di tanto in tanto diresse la suite nei suoi concerti.

## Struttura
Svanevit racconta la storia di una principessa quindicenne che vive in un castello da favola con suo padre, un duca, e con la sua matrigna malvagia. La principessa Svanevit è stata promessa al re di un paese vicino, ma si innamora del principe, che è il messaggero del re.
Per il brano Sibelius ha scritto una chiamata dei corni e 13 episodi di musica per un'orchestra di tredici strumentisti. Dopo il suono del corno, sentiamo la musica che accompagna una scena di pantomima, in cui Svanevit e il principe si incontrano.
Il terzo episodio molto breve descrive il volo della buona madre cigno da Svanevit. Il quarto episodio descrive i sentimenti della madre quando scopre che sua figlia è sporca e spettinata. Nel quinto episodio, che comporta solo un accordo, la madre del cigno del principe vola in quel posto. Nel sesto episodio centrale, le note pizzicate descrivono il suono di un'arpa magica. Il potere magico contenuto nell'arpa conferisce a Svanevit vestiti puliti e capelli adeguatamente pettinati. Il settimo episodio raffigura Svanevit che sogna il suo principe. La melodia oscura dell'ottavo episodio descrive il principe in un'atmosfera travagliata: gli amanti litigano. Il nono episodio è un valzer nuziale, in cui il principe in collera vuole ballare con un'altra ragazza, Magdalena. Ma la sposa, sotto il velo, risulta essere Svanevit. La coppia di sposi si unisce nel letto nuziale, ma una spada viene posta tra di loro. Il decimo episodio è musica di sottofondo per gli amanti nel letto.
L'undicesimo episodio è di particolare interesse, poiché il suo materiale è diventato parte del movimento lento della Sinfonia n. 5 (1915). Nel suo contesto originale, la musica descrive l'incontro tra il principe e Svanevit dopo la loro punizione. Nell'episodio dodici, Svanevit soffia di nuovo nel suo corno magico per ottenere aiuto da suo padre, il duca, perché il re del Male ha costretto il principe a fuggire sulla sua barca. Il padre cerca di sistemare la situazione, ma il principe annega. L'episodio tredici descrive come il principe viene riportato a Svanevit. Nell'episodio quattordici (se la chiamata del corno è considerata come nel primo episodio), Svanevit fa rivivere il principe e la musica conferisce alla scena un'atmosfera religiosa.
Qualche tempo dopo la prima esecuzione pubblica, Sibelius aggiunse una parte per organo verso la fine della musica di scena, per sottolineare l'atmosfera religiosa.

### Suite orchestrale
La suite orchestrale è composta di sette braniː
1. Påfågeln (Il pavone) ;
2. Harpan (L'arpa) ;
3. Tärnorna med rosor (Ragazze con le rose) ;
4. Hör rödhaken slå (Ascoltate il pettirosso cantare) ;
5. Prinsen allena (Il principe solitario) ;
6. Svanevit och prinsen (Svanevit e il principe) ;
7. Lovsång (Canto di lode).